# Crepis tybakiensis
Crepis tybakiensis là một loài thực vật có hoa trong họ Cúc. Loài này được Vierh. mô tả khoa học đầu tiên năm 1915.